# رمضان رمضانوف
رمضان رمضانوف (به روسی: Рамазан Рамазанов، آوانگاری: زادهٔ ۱۵ فوریهٔ ۱۹۹۵) یک کشتی‌گیر آزادکار روسی و نماینده بین‌المللی بلغارستان است. وی در مسابقات کشوری و بین‌المللی در مجموع برندهٔ ۱ مدال طلا، ۲ مدال نقره، ۲ مدال برنز شده‌است.

از افتخارات وی می‌توان به کسب مدال طلا در مسابقات المپیک ۲۰۲۴ فرانسه نیز اشاره کرد و همچنین مدال برنز مسابقات قهرمانی کشتی جهان ۲۰۲۳ اشاره کرد.

## فعالیت حرفه‌ای

### قهرمانی کشتی جهان ۲۰۲۳
رمضانوف در وزن ۷۰ کیلوگرم کشتی آزاد قهرمانی کشتی جهان ۲۰۲۲ بلگراد شرکت کرد، او در مسابقه های اول تا سوم پرمان هومادو از ترکمنستان، دنیل آنتال از مجارستان و امر رضا از مصر را شکست داد اما در نیمه نهایی به امیرمحمد یزدانی از ایران باخت و به دیدار رده‌بندی رفت. وی در دیدار رده‌بندی ارنظر آکماتالیف از قرقیزستان را شکست داد و مدال برنز را بدست آورد.